# Milan Jan Půček
Milan Jan Půček (* 1. března 1968) je český úředník a vysokoškolský pedagog. Publikuje v oblastech speleologie a environmentální geografie a provádí výzkum v oblasti zvyšování výkonnosti orgánů veřejné správy. Od ledna 2007 do května 2009 byl náměstkem ministra místního rozvoje. V letech 2014 až 2020 byl generálním ředitelem Národního zemědělského muzea v Praze, od roku 2025 je ředitelem Správy jeskyní ČR. Zároveň působí jako prorektor AMBIS vysoké školy pro vědu a výzkum.

## Životopis
Půček získal magisterský titul na Vysokém učení technickém v Brně, na ostravské pobočce Newport University a doktorskou na Ostravské univerzitě v Ostravě; docentem se stal na Masarykově univerzitě v Brně, obor Veřejná ekonomie a regionální rozvoj. Na ministerstvu pro místní rozvoj řídil sekci vyjednávání Národního strategického referenčního rámce. Od roku 2001 do roku 2007 byl tajemníkem Městského úřadu Vsetín, byl členem rady Agentury pro ekonomický rozvoj Vsetínska a Společnosti pro komunitní práci Vsetín.[zdroj?]
Ve své publikační činnosti se věnuje benchmarkingu ve veřejné správě, aplikaci Společného hodnotícího rámce v ústředních správních úřadech, měření spokojenosti v organizacích veřejné správy, řízení procesů výkonu státní správy, zavádění ISO 9001 na státních úřadech, vzdělávání pracovníků ve veřejné správě, udržitelnému rozvoji, řízení úřadů pomocí metod kvality a Balanced Scorecard., systémům řízení a zlepšování životního prostředí, a inovaci v rozvoji městských aglomeracích[zdroj?]
V roce 2014 se stal generálním ředitelem Národního zemědělského muzea v Praze, kterým byl až do roku 2020. Od roku 2015 působí na AMBIS vysoké škole, v srpnu 2020 byl jmenován prorektorem pro vědu a výzkum. Od března 2025 působí rovněž jako ředitel Správy jeskyní České republiky.
Je ženatý a má pět dětí.[zdroj?]